# Kanton Saint-Christophe-en-Bazelle
Kanton Saint-Christophe-en-Bazelle (francouzsky Canton de Saint-Christophe-en-Bazelle) je francouzský kanton v departementu Indre v regionu Centre-Val de Loire. Tvoří ho 12 obcí.

## Obce kantonu
- Anjouin
- Bagneux
- Chabris
- Dun-le-Poëlier
- Menetou-sur-Nahon
- Orville
- Parpeçay
- Poulaines
- Saint-Christophe-en-Bazelle
- Sainte-Cécile
- Sembleçay
- Varennes-sur-Fouzon